# Polychronis Lembesis
Polychronis Lembesis (griechisch Πολυχρόνης Λεμπέσης, * 1848 in Salamis; † 1913 in Athen) war ein griechischer Maler.

## Leben und Werk

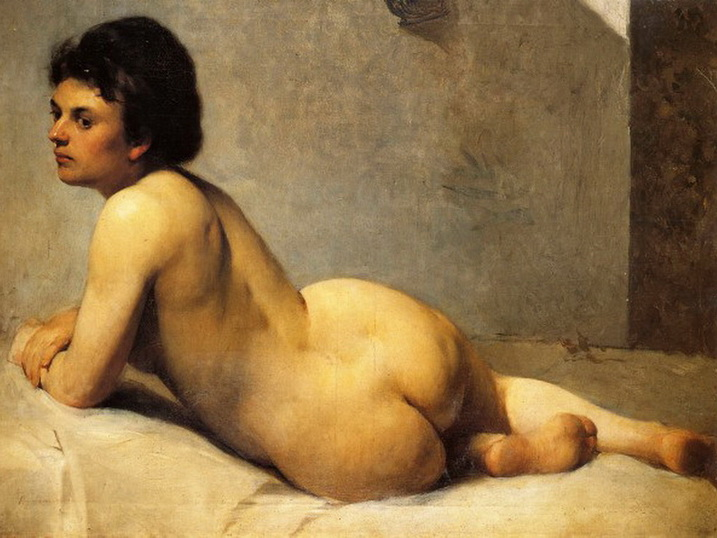
Γυμνό (Akt), Polychronis Lembesis, etwa 1877, Öl auf Leinwand, 116×87 cm (Nationalgalerie Athen)

Polychronis Lembesis wurde auf der Insel Salamis als Sohn eines Hirten geboren. In Athen begann er ein Studium der Malerei, welches er später in der Akademie der Bildenden Künste in München als Student von Wilhelm Lindenschmit den Jüngeren und Ludwig von Löfftz fortsetzte. In München wurde er auch ein Freund des bereits bekannt gewordenen Malers Nikolaus Gysis und schloss sich der Münchner Malschule an. 1880 kehrte er nach Athen zurück und bezog seinen Wohnsitz in einem Haus unweit des Theseus-Tempels. In Griechenland veränderte sich in späteren Jahren seine Malerei, von der deutschen akademischen Malerei hin zu zeitgenössischen Pariser Kunstströmungen.  
Obwohl Lembesis ein hervorragender Landschaftsmaler war, wurde er bald wegen seines Talentes als Portraitist bekannt. Er erhielt zahlreiche Aufträge für Porträtbilder durch wohlhabende Bürger seiner Zeit. Gleichzeitig war er auch Privatlehrer für Malerei, z. B. für die Kinder des damaligen Richters und späteren Premierministers Stephanos Dragoumis. Lembesis war seit 1883 auch als Maler sakraler Werke bekannt. Er malte in seinem Atelier Ikonen und nahm Aufträge für die Durchführung von Wandmalereien in Kirchen im Raum Athen an.
Wie auch sein Freund und Schriftsteller Alexandros Papadiamantis starb Lembesis völlig verarmt. Um die Kosten seiner Beerdigung zu finanzieren, wurden seine Bilder zum Preis von 2 und 3 Drachmen das Stück verkauft. Einschließlich seiner Wandbilder haben sich bis heute nur rund 100 seiner Werke erhalten. Die Anerkennung seines Lebenswerkes erfolgte erst Jahrzehnte nach seinem Tod. Heute gilt er als einer der größten griechischen Maler. Zu seinen bekanntesten Werken zählen u. a.: Nackte, Die Nichte des Künstlers, Das Mädchen mit den Tauben, Der Junge mit den Hasen, Der Lausbub.